# Antonio Fonnesu
Antonio Fonnesu (Alghero, 16 gennaio 1943) è un politico italiano.
Esponente di Forza Italia, in occasione delle elezioni politiche del 1994 è eletto alla Camera nel collegio uninominale di Alghero, col sostegno del Polo del Buon Governo; è firmatario di 42 progetti di legge e di 10 interventi.
Non rieletto nelle elezioni del 1996, si dedica alla politica locale ricoprendo l'incarico di consigliere comunale ad Alghero dal 1998 al 2002, come rappresentante di una lista civica.